# 月岭山水库
月岭山水库是中国山西省长治市沁县境内的一座水库，位于浊漳河西源，建于1958年。水库正常库容为584万立方米，集雨面积为213平方千米，海拔为944.55米。